# Tomophyllum macrum
Tomophyllum macrum là một loài thực vật có mạch trong họ Polypodiaceae. Loài này được (Copel.) Parris mô tả khoa học đầu tiên năm 2007.